# Euryphura fulminea
Euryphura fulminea är en fjärilsart som beskrevs av Max Bartel 1905. Euryphura fulminea ingår i släktet Euryphura och familjen praktfjärilar. Inga underarter finns listade i Catalogue of Life.